# Reclinervellus nielseni
Reclinervellus nielseni — вид паразитичних перетинчастокрилих комах родини іхневмонід (Ichneumonidae).

## Поширення
Вид поширений в Європі та Північній Азії від Великої Британії до Японії.

## Спосіб життя
Ендопаразит павуків. Личинки паразитують на різних видах павуків з роду Cyclosa. Оси відкладають яйця на тіло павука. Вони кусають свою жертву, викликаючи тимчасовий параліч. Личинка, закріпившись, смокче кров павука. Через 10 -14 днів личинка вприскує у павука гормон, що змушує його будувати досить міцний кокон з павутини. Личинка перебирається у кокон, де протягом 10 днів заляльковується. Павук в цей час гине.